# Robin Geueke
Robin Johannes Geueke (Lennestadt, 16 luglio 1992) è uno slittinista tedesco.

## Biografia
Ha iniziato a gareggiare per la nazionale tedesca nelle varie categorie giovanili nella specialità del doppio, in coppia con David Gamm, ottenendo una vittoria nella classifica finale della Coppa del Mondo juniores nel doppio (nel 2011/12) e conquistando due medaglie ai campionati mondiali juniores di cui un argento e un bronzo.
A livello assoluto ha esordito in Coppa del Mondo nella stagione 2012/13, l'8 dicembre 2012 ad Altenberg (10º nel doppio con Gamm). Ha conquistato il primo podio il 26 novembre 2016, nel doppio a Winterberg (2°) giungendo inoltre terzo nella gara sprint il giorno successivo. In classifica generale detiene quale miglior piazzamento nella specialità biposto il quarto posto ottenuto nella stagione 2016/17.
In carriera ha vinto una medaglia di bronzo ai campionati mondiali, ottenuta nel doppio ad Igls 2017, totalizzando in quella stessa edizione anche il quinto posto nel doppio sprint.

Agli europei ha altresì conquistato la medaglia di bronzo nel doppio a Schönau am Königssee 2017.

## Palmarès

### Mondiali
- 1 medaglia:
  - 1 bronzo (doppio a Igls 2017).

### Europei
- 1 medaglia:
  - 1 bronzo (doppio a Schönau am Königssee 2017).

### Mondiali juniores
- 2 medaglie:
  - 1 argento (doppio a Schönau am Königssee 2012);
  - 1 bronzo (doppio a Oberhof 2011).

### Coppa del Mondo
- Miglior piazzamento in classifica generale nel doppio: 4° nel 2016/17.
- 14 podi (11 nel doppio, 3 nel doppio sprint):
  - 2 secondi posti (nel doppio);
  - 12 terzi posti (9 nel doppio, 3 nel doppio sprint).

### Coppa del Mondo juniores
- Vincitore della Coppa del Mondo juniores nel doppio nel 2011/12.

### Campionati tedeschi
- 8 medaglie:
  - 1 argento (gara a squadre a Winterberg 2014);
  - 7 bronzi (doppio a Winterberg 2014; doppio, gara a squadre a Schönau am Königssee 2016; doppio ad Altenberg 2018; doppio a Oberhof 2020; doppio, gara a squadre a Schönau am Königssee 2021).